# Приглиц
Приглиц (нем. Prigglitz) — коммуна (нем. Gemeinde) в Австрии, в федеральной земле Нижняя Австрия. 
Входит в состав округа Нойнкирхен.  Население составляет 500 человек (на 31 декабря 2005 года). Занимает площадь 17,95 км². Официальный код  —  31825.

## Политическая ситуация
Бургомистр коммуны — Франц Тайкс (АНП) по результатам выборов 2005 года.
Совет представителей коммуны (нем. Gemeinderat) состоит из 15 мест.
- АНП занимает 10 мест.
- СДПА занимает 5 мест.